# Gorgopótamos (ort)
Gorgopótamos (franska: Gorgopotamos) är en ort i Grekland.   Den ligger i prefekturen Fthiotis och regionen Grekiska fastlandet, i den centrala delen av landet, 150 km nordväst om huvudstaden Aten. Gorgopótamos ligger 38 meter över havet och antalet invånare är 420.
Terrängen runt Gorgopótamos är varierad.Runt Gorgopótamos är det glesbefolkat, med 20 invånare per kvadratkilometer. Närmaste större samhälle är Lamia, 8,1 km norr om Gorgopótamos. == Kommentarer ==
1. ↑  Framräknat ur variansen i alla höjduppgifter (DEM 3") från Viewfinder Panoramas, inom 10 km radie.[2] Mer om algoritmen finns här: Användare:Lsjbot/Algoritmer.